# Гэлбрейт, Деклан
Де́клан Джон Гэлбре́йт (англ. Declan John Galbraith, 19 декабря 1991, Hoo St Werburgh, Кент) — британский певец, имеющий ирландские и шотландские корни. Наиболее известен своим синглом «Tell Me Why», который в 2002 году занял 29 место в UK Singles Chart.

## Биография
Он и его семья живут в Ху, деревне рядом с Рочестером, Кент. Его дедушка также был певцом и играл в группе. Он часто брал маленького Деклана на свои концерты, на которых и воспитывался музыкальный талант мальчика.
Несмотря на то, что Деклан — британский гражданин и певец, он более известен за пределами Англии. Конечно, всё ещё будучи известным и все более и более любимым в Великобритании, степень его известности является самой широкой в Германии, где большинство его альбомов были продвинуты, были зарегистрированы песни и сняты видео. Его первый альбом в Германии разошёлся тиражом в 200 000 копий в течение года после выпуска. Так же, как Германия, много других стран в Европе видят в Деклане одну из хорошо узнаваемых и любимых знаменитостей. Также он очень популярен в Китае, где, собственно говоря, и был выпущен его последний альбом. В китайских школах песни Деклана используются, чтобы помочь китайским детям изучить английский язык. На уроках английского языка используют именно его песни, так как они легки к запоминанию и подходят для детей.
В 2003 году Деклан получил премию Young Artist Awards в номинации «Лучший молодой исполнитель» (англ. Best young international performer).
Высокий детский голос Деклана постепенно понижался, что особенно заметно по его 2 альбому. К третьему альбому — You and Me, вышедшему в 2007 голос стал значительно ниже. В 2008 году голос Деклана все ещё продолжал формироваться, что несколько ухудшило качество его пения, как можно заметить по записям живых концертов в Китае.
С июля по сентябрь 2010 года продолжался его первый грандиозный театрализованный тур с театром «Route 66» по Англии, где он появился в качестве одного из лидирующих певцов.
Деклан вернулся на сцену 8 августа 2012 года в Лондоне. На концерте Деклан выступал дуэтом с китайской певицей «Dou Dou», он пел песню «Tell my why» (которую уже исполнял в 2002 году) этот гениальный дуэт выступал на открытии Олимпийских игр 2012. кроме этого на концерте дуэтом была исполнена песня We are the world и впервые представлена широкой публике собственная песня Деклана Strange World.
В 2013 году в сети появилось записанное Декланом и его командой живое акустическое видео на его песню Strange World. На официальной странице в Фейсбуке в 2013 году появилось сообщение от Деклана о планируемом выпуске нового EP.
В 2014 году Деклан Гелбрайт начал выступления на небольших площадках в Германии.
С начала 2014 года Деклан выступает на небольших площадках Германии вместе со своей группой, исполняя песни собственного сочинения. Выступления проходят в формате клубной музыки, с живым звуком, а Деклан не только поет, но и играет на акустической гитаре. Некоторые видео и фотоматериалы с этих концертов можно увидеть на его персональном сайте и канале Youtube.

## Дискография

### Альбомы

#### Declan (2002)[6]
1. «Danny Boy»
2. «Carrickfergus»
3. «Imagine»
4. «I’ll Be There»
5. «It All Begins With Love»
6. «Your Friend»
7. «Love Can Build A Bridge»
8. «Mama Said»
9. «Till The Day We Meet Again»
10. «Amazing Grace»
11. «Circles In The Sand»
12. «Angels»
13. «Tell Me Why»
14. «Twinkle Twinkle Little Star»

#### Thank You (2006)[7]
1. «An Angel»
2. «Love of My Life» (Queen cover)
3. «Nights in White Satin»
4. «Tears in Heaven»
5. «Bright Eyes»
6. «House of the Rising Sun»
7. «Saved By The Bell»
8. «David's Song (Who'll Come with Me)»
9. «All Out Of Love»
10. «How Could An Angel Break My Heart»
11. «Vincent (Starry, Starry Night)»
12. «Only One Woman»
13. «The Last Unicorn»
14. «Sailing»
15. «Where Did Our Love Go?»
16. «World» (iTunes Bonus Track)

#### You and Me (2007)[3]
1. «You and Me»
2. «Leavin' Today»
3. «Ego You»
4. «I Think I Love You»
5. «I Do Love You»
6. «Nothing Else Matters»
7. «Missing You»
8. «Everybody Tells Me»
9. «Moody Blues»
10. «Sister Golden Hair»
11. «Maybe»
12. «Everything’s Gonna Be Alright»
13. «Ruby Tuesday»
14. «I’d Love You To Want Me»
15. «The Living Years»
16. «I’m Crying For You»
17. «Guardian Angel» (Christmas bonus track)

### Синглы
- Tell Me Why (2002)
- Love of My Life (Queen cover) (2007)
- Ego You (2007)